# Justus Jakab
Justus Jakab, Jusztusz (Mohács, 1866. július 18. – Budapest, 1940. december 2.) dermatológus, Justus György zeneszerző, zeneesztéta nagybátyja.

## Élete
Justus Dávid (1830–1913) bornagykereskedő és Klein Babett (Borbála) fia. 1884 júniusában a budapesti V. kerületi királyi katolikus főgimnáziumban érettségizett. Tanulmányait a Budapesti Tudományegyetemen folytatta, majd orvosi diplomája megszerzése után az egyetem bőr- és bujakórtani tanszékén sokáig Schwimmer Ernő tanársegédjeként működött. Mint jelentékeny dermatológust meghívták a kolozsvári és több amerikai egyetemre, de a meghívásokat nem fogadta el. 1899 decemberében a zsidó hitközség egyhangúlag megválasztotta a Pesti Izraelita Hitközség kórházának újonnan alakult bőrgyógyászati osztályának főorvosává. A Therapia című orvosi könyvsorozatot Szerb Zsigmonddal együtt szerkesztette, illetve tulajdonosa, felelős szerkesztője és kiadója volt az 1928 és 1931 között megjelenő Dermatológia című bőrgyógyászati folyóiratnak. Az Országos Magyar Izraelita Közművelődési Egyesület választmányi tagja volt.
Házastársa Schlesinger Izabella (1879–1942) volt, Schlesinger Miksa és Weisz Janka lánya, akit 1903. szeptember 6-án Budapesten, az Erzsébetvárosban vett nőül.
Fia Justus László (1904–?) orvos, menye Dóczi Ibolya (1909–?).
A Kozma utcai izraelita temetőben nyugszik (1B-23-23).

## Főbb művei
- A syphilis malignáról (Budapest, 1898)
- Az arsenmérgezésről mikrochemiai kutatások alapján (1904)
- Rádiummal való tapasztalások (1904)
- A syphilis diaetetikai kezeléséről (Budapest, 1905)
- Miként gyógyítja a kéneső a syphilist: harmadik közlemény: közlemény a Pesti Izraelita Hitközség Kórházából (Budapest, 1905)
- A bőrbetegségek gyógyítása (Budapest, 1911)
- A Bowen-féle betegség pathogenesiséről (Budapest, 1926)